# Wolodymyr Polikarpenko
Wolodymyr Wolodymyrowitsch Polikarpenko (* 9. Juni 1972 in Saporischschja) ist ein ehemaliger ukrainischer Triathlet und dreimaliger Starter bei den Olympischen Spielen (2000, 2004, 2008).

## Werdegang
Polikarpenko war in seiner Jugend fünf Jahre lang als Schwimmer aktiv und er kam 1994 zum Triathlon.
1998 wurde er Dritter bei der Triathlon-Europameisterschaft auf der Kurzdistanz.
Polikarpenko nahm bislang drei Mal an den Olympischen Sommerspielen teil.
Bei den Olympischen Spielen 2000 in Sydney erreichte er den 15. Rang, bei den Olympischen Spielen 2004 in Athen belegte er den 30. Rang und 2008 in Peking landete er hinter seinem Landsmann Danylo Sapunow (21. Rang) auf dem 35. Rang.
2006 wurde er Fünfter bei der ITU-Weltmeisterschaft auf der Triathlon-Kurzdistanz.
In der deutschen Triathlon-Bundesliga startete Polikarpenko für Tri-Flow Bad Endbach. Seit 2017 tritt er nicht mehr international in Erscheinung.
Polikarpenko lebt mit zwei Söhnen in Turin (Italien).

## Sportliche Erfolge
| Datum/Jahr    | Rang | Wettbewerb                           | Austragungsort  | Zeit        | Bemerkung |
| ------------- | ---- | ------------------------------------ | --------------- | ----------- | --- |
| 16. Mai 2009  | 1    | Kalterer See Triathlon               | Kalterer See    | 01:54:53,80 | Sieg vor Daniel Fontana                                                                                                   |
| 19. Aug. 2008 | 35   | Olympische Sommerspiele 2008         | Peking          | 01:52:51    | |
| 2. Sep. 2006  | 5    | ITU Triathlon World Championships    | Lausanne        | 01:53:04    | Weltmeisterschaft auf der Triathlon-Kurzdistanz                                                                           |
| 10. März 2006 | 1    | ITU Triathlon World Cup              | Aqaba           | 01:47:33    | Sieg vor dem Spanier Javier Gómez                                                                                         |
| 2004          | 3    | Holsten City Man                     | Hamburg         | 01:47:58,1  | dritter Rang hinter dem Sieger Rasmus Henning und Filip Ospalý                                                            |
| 26. Aug. 2004 | 30   | Olympische Sommerspiele 2004         | Athen           | 01:57:39,28 | |
| 9. Nov. 2003  | 1    | ITU Triathlon World Cup              | Rio de Janeiro  | 01:46:49    | Sieg vor dem Russen Iwan Wassiljew                                                                                        |
| 2. Sep. 2001  | 10   | Goodwill Games                       | Brisbane        | 01:50:25,72 | [ 3 ] |
| 20. Mai 2001  | 2    | ITU Triathlon European Cup           | Forte dei Marmi | 01:39:48    | Zweiter hinter dem Tschechen Filip Ospalý – mit persönlicher Bestzeit auf der olympischen Distanz                         |
| 16. Sep. 2000 | 15   | Olympische Sommerspiele 2000         | Sydney          | 01:49:51,78 | bei der erstmaligen Austragung von Triathlon bei Olympischen Spielen (1,5 km Schwimmen, 40 km Radfahren und 10 km Laufen) |
| 10. Okt. 1999 | 1    | ITU Triathlon World Cup              | Cancún          | 01:47:48    | Sieg vor dem Spanier Iván Raña                                                                                            |
| 4. Juli 1998  | 3    | ETU Triathlon European Championships | Velden          | 01:51:10    | Triathlon-Europameisterschaft auf der Kurzdistanz (1,5 km Schwimmen, 40 km Radfahren und 10 km Laufen)                    |

| Datum/Jahr    | Rang | Wettbewerb                           | Austragungsort | Zeit     | Bemerkung                                                                              |
| ------------- | ---- | ------------------------------------ | -------------- | -------- | -------------------------------------------------------------------------------------- |
| 27. Juni 2015 | 12   | ETU Aquathlon European Championships | Köln           | 00:31:33 | Europameisterschaft Aquathlon beim Swim & Run Cologne (1 km Schwimmen und 5 km Laufen) |

(DNF – Did Not Finish)